# Теплий Колодязь
Теплий Колодязь (рос. Тёплый Колодезь) — село у Губкінському районі Бєлгородської області Російської Федерації.
Населення становить 1198  осіб. Входить до складу муніципального утворення Губкінський міський округ, Теплоколодезянська територіальна адміністрація.

## Історія
Населений пункт розташований у східній частині української суцільної етнічної території — східній Слобожанщині.
Згідно із законом від 20 грудня 2004 року № 159 від у 2004—2007 роках органом місцевого самоврядування було міське поселення «Місто Губкін».

## Населення
| 2002 | 2010  | 2011  | 2013  | 2015  | 2016  |
| ---- | ----- | ----- | ----- | ----- | ----- |
| 1026 | ↗1123 | ↘1121 | ↗1203 | ↘1198 | →1198 |